# Дождевица
Дождевица е село в Западна България. То се намира в община Кюстендил, област Кюстендил.

## География
Село Дождевица се намира в североизточната част на Географска област Каменица, в северните склонове на Лисец планина, главно по десния склон на малката едноименна река Дождевска.
Надморска височина при черквата - 930 м, махалите - 880-1040 м.
Орографски и хидрографски принадлежи към Каменица, но не е типично каменишко село. Административната му принадлежност, транспортната връзка, пощенските и медицински услуги,
прогимназиалното образование винаги са били към села извън Каменица - Радловци, Блатец, Соволяно.
Отстои на 16 км северозападно от гр.Кюстендил по пътя през с. Блатец и на 19 км по жп линията. От жп спирка Дождевица до централните махали на селото има три км черен път, достъпен
само пеша. Жп спирка Дождевица е открита доста късно - през 1972 г.
Автобусна връзка с Кюстендил - само в събота, с автобус до с. Лисец.
Името на селото поизхожда от дъждовник, често срещащ се тук - поради местоположението на селото често вали дъжд.
Климат: умерен, преходно-континентален, с полупланински характер.
Селото е разпръснат тип, образувано от 12 махали : Радулинска, Стоичкова, Динова, Чингарска, Гогева, Маркова, Китанова, Кундачка, Доларска, Тодорова, Памукчийска и Карадачка.
През годините селото принадлежи към следните административно-териториални единици: община Лозно (1883-1923), община Блатец (1923-1934), община Соволяно (1934-1951),
община Блатец (1952-1958), община Соволяно (1958-1978), Селищна система Драговищица (1978-1987) и към кметство Блатец, община Кюстендил (от 1987 г.). През последните години се
обслужва от кметския наместник на село Радловци. 

## Население
1866 - 201 жители
Към 2021 г. целогодишно живеят 4 души
Изселвания започват още след Освобождението, главно в Шуменско и Кюстендил.
| Година    | 1880 | 1900 | 1926 | 1934 | 1946 | 1956 | 1965 | 1975 | 1984 | 1992 | 2001 | 2010 |
| Население | 204  | 260  | 323  | 347  | 295  | 212  | 55   | 39   | 29   | 21   | 22   | 13   |

## История
Няма запазени писмени данни за времето на възникване на селото. Останките от праисторическо и късносредновековно селище свидетелстват, че района е населяван от дълбока древност.
Село Дождевица е старо средновековно селище, регистрирано в турски данъчен регистър от 1570-1572 г. под името Дъждевица като тимар към нахия Ълъджа (Кюстендил) на Кюстендилския санджак с 40 домакинства,26 ергени,
1 бащина и 1 вдовица. В списъка на джелепкешаните от 1576-77 г. е записано селище Дож към кааза Ълъджа (Кюстендил) с 2 данъкоплатци.
В края на XIX век селото има 5932 декара землище, от които 3215 дка гори, 2429 дка ниви, 264 дка естествени ливади, 24 дка овощни градини.
Основен поминък на селяните са земеделието (основно ръж, овес и ечемик) , животновъдството (овце), домашни занаяти. Доходите са ниски. Част от мъжете търсят препитание в София, Перник и Кюстендил.
Други правят и продават дървени въглища в Кюстендил.
През 1906 г. е основано Земеделско спестовно кредитно дружество „Свети Димитър“.
В селото има начално училище от 1881-1906 г. в частни къщи. От 1906 г. до 1924 г. начално обучение се извършва в училище в с. Блатец общо за трите съседни села - Дождевица, Блатец и Лисец.
След опожаряването на училището по невнимание селото си построява собствена училищна сграда през 1928 г., близо до черквата, на надморска височина 930 м. Училище „Отец Паисий“ е закрито през 1958 г., сега е
в развалини.
През 1926 г. е построена църквата „Света Богородица“. Не се поддържа.
През 1958 г., заедно със селата Блатец и Лисец, е учредено ТКЗС „Изгрев“, което от 1960 г. е към ДЗС Кюстендил, а от 1979 г. е в състава на АПК – с. Драговищица.
През 1991-1992 г. земята е върната на бившите собственици и техните наследници. Следва характерното за всички планински и полупланински села в района още по-бързо обезлюдяване, пустещи земи, рушащи се
стопански сгради, бурени по пътищата, изоставени къщи и дворове. Лишеи обхващат церовата дъбова гора и старите овошки. Увеличава се популацишята на дивите прасета.
Селото е електрифицирано (1969) и водоснабдено /1975/.

## Религии
Село Дождевица принадлежи в църковно-административно отношение към Софийска епархия, архиерейско наместничество Кюстендил. Населението изповядва източното православие.

## Обществени институции
- Кметски наместник в с. Блатец, който отговаря и за селата Дождевица и Лисец.

## Исторически, културни и природни забележителности
- Църква „Света Богородица“. Построена през 1926 г.
- Оброк. Намира се до църквата в местността „Дабье“.
- Паметник на загиналите през войните 1912-1913 г., 1915-1918 г. и 1944-1945 г.

## Редовни събития
- Ежегодно се провежда събор с курбан на празника „Мала Богородица“.